# Felixstowe Fury
Le Felixstowe F.4 Fury, également connu comme le Porte Super-Baby, est un grand hydravion triplan à cinq à moteur britannique conçu par John C. Porte à Felixstowe.
Inspiré du Curtiss Wanamaker Triplane et du Felixstowe F.5, il s'agit du plus grand avion britannique des années 1910.
Le prototype est détruit lors d'un accident le 11 août 1919.